# إيك ويليس
إيك ويليس (بالإنجليزية: Ike Willis)‏ هو موسيقي ومغني وملحن وعازف قيثارة أمريكي، ولد في 12 نوفمبر 1955 في سانت لويس في الولايات المتحدة.

## وصلات خارجية
- الموقع الرسمي
- إيك ويليس على موقع IMDb (الإنجليزية)
- إيك ويليس على موقع ميوزك برينز (الإنجليزية)
- إيك ويليس على موقع ديسكوغز (الإنجليزية)